# Adolph Kraus

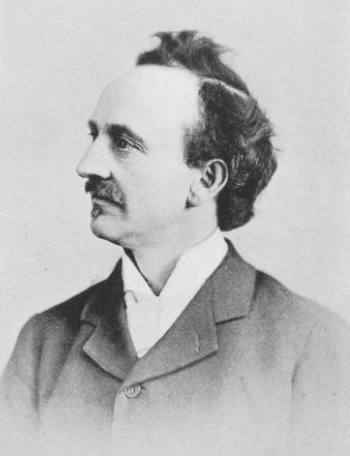
Adolph Kraus 1869

Adolph Robert Kraus (* 5. August 1858 in Zeulenroda; † 7. November 1901 in Danvers (Massachusetts)) war ein deutscher Bildhauer.
Kraus verließ Deutschland im Jahr 1881 und emigrierte in die Vereinigten Staaten. Dort lebte er anfangs in Philadelphia und New York City und später in Boston.

## Werke
- 1883: Geflügelte Skulpturen auf den Türmen der Maschinenhalle der World’s Columbian Exposition
- 1889: Boston Massacre Monument, im Gedenken an das Massaker in Boston
- 1891: Monument zu Ehren von George L. Randidge auf dem Forest Hills Cemetery